# Division blindée (album d'ADX)
Albums de ADX
VIII Sentence
(2001) Terreurs
(14 juin 2010)
Division blindée est le sixième album studio du groupe de speed metal français ADX sorti en 2008 chez Bernett Records. Une édition limitée vinyle de l'album est sortie chez Emanes Metal Records la même année.

## Liste des titres
| No  | Titre                               | Durée |
| --- | ----------------------------------- | ----- |
| 1.  | Avant l'assaut ((Instrumental))     | 2:27  |
| 2.  | A la gloire de Dieu                 | 4:22  |
| 3.  | Les stratèges                       | 3:54  |
| 4.  | Division blindée                    | 5:23  |
| 5.  | Mary la Sanglante                   | 4:17  |
| 6.  | Lycanthropie                        | 5:31  |
| 7.  | Poison d'état                       | 5:00  |
| 8.  | La Parodie du fou                   | 3:50  |
| 9.  | Souvenirs de Gambais                | 4:06  |
| 10. | Livide                              | 4:39  |
| 11. | Dernière Morsure                    | 6:06  |
| 12. | Vestige d'un chaos ((Instrumental)) | 4:03  |

Paroles et musique : ADX.
Sources,.

## Composition du groupe
- Philippe "Phil" Grelaud - Chant.
- Pascal "Betov" Collobert - Guitare et chœurs.
- Didier "Dog" Bouchard - Batterie et mitrailleuse lourde.
- Bernard-Yves "B.Y." Queruel - Guitare et chœurs.
- Claude "Klod" Thill - Basse, claviers et chœurs.

## Sources
1. ↑  allmusic.com
2. ↑  spirit-of-metal